# Renault TRM 10000
Le Renault TRM 10000 est un camion militaire français en service depuis 1987. Il est conçu pour le transport logistique (VTL) et les systèmes d'armes.

## Historique
La production du TRM 10000 a commencé en 1985. Il a été développé à partir du TRM 9000, qui était destiné principalement à l'exportation. Il en diffère par un empattement plus long, une meilleure transmission et un moteur plus puissant.
Initialement prévu pour les forces armées françaises pour une production de 5 000 camions, il y a eu finalement moins de 2 000 véhicules commandés. Le TRM 10000 a été produit en plusieurs versions.
1 322 camions sont en service en 2015 contre 1 137 en 2014. Leur âge moyen en 2015 est de 24 ans. Leur taux de disponibilité en 2014 est de 59 %, et en 2015 de 39 %. Le coût unitaire de leur maintien en conditions opérationnelles  (MCO) en 2015 est de 50 439 euros. Au 31 décembre 2019, le parc est de 946 camions d'un âge moyen de 27 ans, de 46 % de disponibilité et ayant coûté 11 422 euros en MCO.
À la suite de l'invasion de l'Ukraine par la Russie à partir de février 2022, des camions TRM 10000 ont été livrés à l'Ukraine à la fin de l'année.

## Caractéristiques
Le TRM 10000 possède trois essieux moteurs (6x6) pour une utilisation sur routes, pistes et en tout-terrain. La garde au sol est de 0,63 mètre.
Il peut transporter entre 10 et 16 tonnes de charge utile, notamment des abris en dur montés sur plateau (shelters) de 15 ou 20 pieds, ou 24 soldats sur des bancs à l'arrière. Il existe en version CLD (Camion Lourd de Dépannage) avec une grue à flèche télescopique 360° assurant les fonctions de halage, remorquage et treuil.
Il existe une version spéciale avec une cabine agrandie de tracteur pour l'obusier français canon 155 TRF1, le Pont Flottant Motorisé et la Semi-Remorque Porte Travures.
Le moteur est un 6-cylindres en ligne diesel MIDR 06.20.45. La consommation est de 50 l aux 100 km pour une autonomie de 1 200 km.

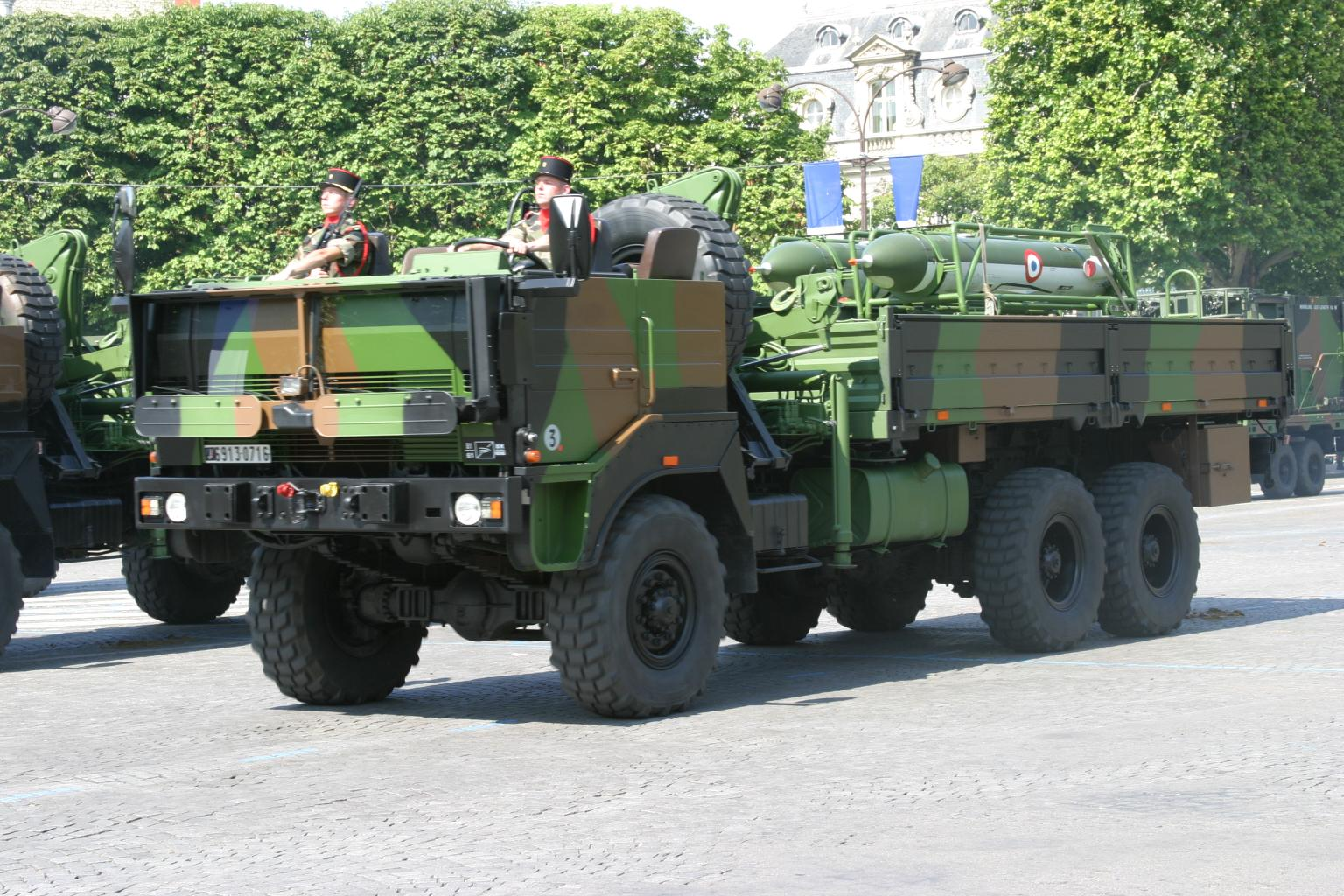
Renault TRM 10000 du 61e régiment d'artillerie lanceur de drones Canadair CL-289.
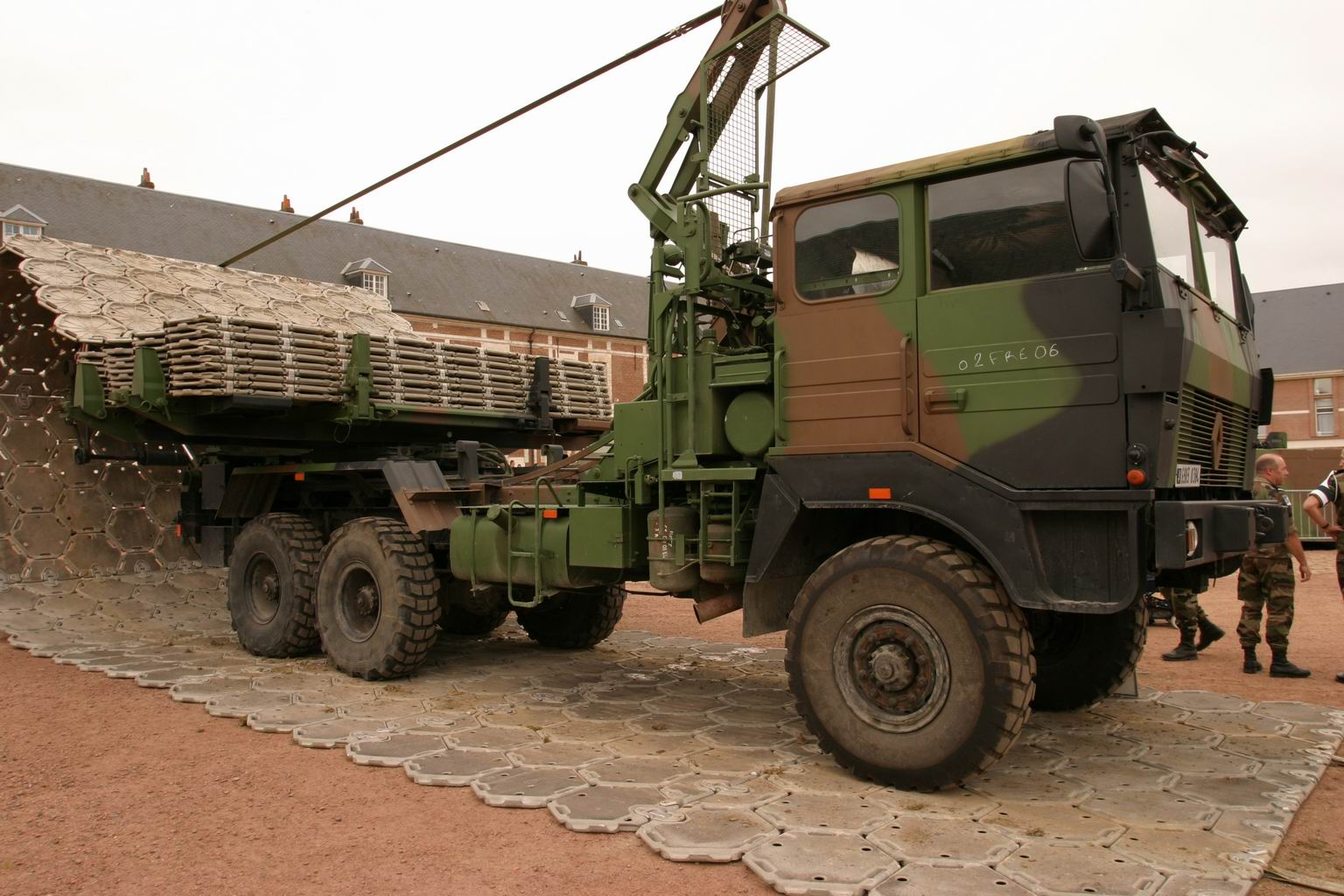
Renault TRM 10000 du génie.

## Culture populaire

### Cinéma
- Les Chevaliers du ciel : le capitaine Sébastien Vallois (interprété par Clovis Cornillac) parvient à s'échapper de la base des terroristes à l'aide d'un TRM 10000.

### Jeu vidéo
- 007: Nightfire : James Bond se fait percuter en moto-neige par un TRM 10000 de transport lors d'une mission dans les Alpes.
- Operation Flashpoint: Cold War Crisis (add-on)
- ARMA II (add-on)